# Скимитар
Скимитар, также симитар и сцимитар (англ. и нем. scimitar [ˈsɪmɪtə], фр. cimeterre, итал. scimitarra, исп. и порт. cimitarra) — обобщённый европейский термин для различных восточных сабель (ближневосточных, североафриканских, среднеазиатских), в значительной степени устаревший. Происходит, видимо, от персидского шамшир, в Европе термин «скимитар» известен как минимум с XV века. В основном применялся (и иногда применяется в наше время) к следующим типам клинкового оружия:
- Шамшир (Персия)
- Килидж (Турция и Египет)
- Нимча (Марокко)
- Пульвар (Афганистан)
- Тальвар (Индия)

также может использоваться по отношению к такому не имеющему европейского аналога виду оружия как:
- Шотель (Эфиопия)

## В художественной литературе
Скимитары являются излюбленным оружием тёмного эльфа Дриззта До’урдена, персонажа цикла романов Роберта Сальваторе «Тёмный эльф».
Скимитарами (scimitars) вооружены орки в легендариуме Толкина.
В романе Анджея Сапковского «Сезон гроз» (из цикла «Ведьмак») скимитаром вооружён огротролль Банг[уточнить].